# Amygdalum papyrium
Amygdalum papyrium är en musselart som först beskrevs av Conrad 1846.  Amygdalum papyrium ingår i släktet Amygdalum och familjen blåmusslor. Inga underarter finns listade i Catalogue of Life.